# Европско првенство у атлетици у дворани 1979 — скок увис за мушкарце
Такмичење у скоку увис у мушкој конкуренцији на 10. Европском првенству у атлетици у дворани 1979. године одржано је 24. фебруара. у Дварани Ferry-Dusika у Бечу (Аустрија).
Титулу европског првака освојену на Европском првенству у дворани 1978. у Милану одбранио је Владимир Јашенко из Совјетског Савеза.

## Земље учеснице
Учествовала су 15 скакача увиса из 12 земаља.
1. Аустрија (1)
2. Белгија (1)
3. Чехословачка (1)
4. Уједињено Краљевство (1)
5. Источна Немачка (1)
6. Италија (3)
7. Мађарска (2)
8. Совјезски Савез (3)
9. Швајцарска (1)
10. Западна Немачка (2)

## Рекорди
| Рекорди пре почетка Европског првенства у дворани 1979.     | Рекорди пре почетка Европског првенства у дворани 1979. | Рекорди пре почетка Европског првенства у дворани 1979. | Рекорди пре почетка Европског првенства у дворани 1979. | Рекорди пре почетка Европског првенства у дворани 1979. | Рекорди пре почетка Европског првенства у дворани 1979. |
| ----------------------------------------------------------- | ------------------------------------------------------- | ------------------------------------------------------- | ------------------------------------------------------- | ------------------------------------------------------- | ------------------------------------------------------- |
| Светски рекорд                                              | Владимир Јашенко                                        | Совјетски Савез                                         | 2,35                                                    | Милано, Италија                                         | 12. март 1978.                                          |
| Европски рекорд                                             | Владимир Јашенко                                        | Совјетски Савез                                         | 2,35                                                    | Милано, Италија                                         | 12. март 1978.                                          |
| Рекорди европских првенстава                                | Владимир Јашенко                                        | Совјетски Савез                                         | 2,35                                                    | Милано, Италија                                         | 12. март 1978.                                          |
| Рекорди после завршеног Европског првенства у дворани 1979. |                                                         |                                                         |                                                         |                                                         |                                                         |
| Нових рекорда није било.                                    |                                                         |                                                         |                                                         |                                                         |                                                         |

## Освајачи медаља
|                                  |                                |                               |
| Владимир Јашенко Совјетски Савез | Генадиј Белков Совјетски Савез | Андре Шнајдер Западна Немачка |

## Резултати

### Финале
| Пласман | Атлетичар         | Земља                | Резултат | Белешка |
| ------- | ----------------- | -------------------- | -------- | ------- |
|         | Владимир Јашенко  | Совјетски Савез      | 2,26     |         |
|         | Генадиј Белков    | Совјетски Савез      | 2,26     |         |
|         | Андре Шнајдер     | Западна Немачка      | 2,24     |         |
| 4.      | Герд Нагел        | Западна Немачка      | 2,24     |         |
| 5.      | Бруно Бруни       | Италија              | 2,21     |         |
| 6.      | Хенри Лаутенбах   | Источна Немачка      | 2,21     |         |
| 7.      | Јожеф Јамбор      | Мађарска             | 2,21     |         |
| 8.      | Готфрид Витгрубер | Аустрија             | 2,18     |         |
| 9,      | Масимо ду Ђорђо   | Италија              | 2,18     |         |
| 10.     | Роланд Далхојзер  | Швајцарска           | 2,18     |         |
| 11.     | Јиндрих Вондра    | Чехословаччка        | 2,15     |         |
| 12.     | Оскар Рајзе       | Италија              | 2,15     |         |
| 12.     | Иштван Мајор      | Мађарска             | 2,15     |         |
| 14.     | Марк Нејлор       | Уједињено Краљевство | 2,15     |         |
| 15.     | Еди Анис          | Белгија              | 2,10     |         |

## Укупни биланс медаља у скоку увис за мушкарце после 10. Европског првенства у дворани 1970—1979.
|    | Земља           |    |    |    |    |
| -- | --------------- | -- | -- | -- | -- |
| 1. | Совјетски Савез | 5  | 3  | 1  | 9  |
| 2. | Мађарска        | 3  | 2  | 1  | 6  |
| 3. | Чехословачка    | 1  | 1  | 1  | 3  |
| 4. | Пољска          | 1  | 0  | 0  | 1  |
| 5, | Источна Немачка | 0  | 3  | 0  | 3  |
| 6. | Француска       | 0  | 1  | 0  | 1  |
| 7. | Западна Немачка | 0  | 0  | 3  | 3  |
| 8. | Грчка           | 0  | 0  | 1  | 1  |
| 8. | Холандија       | 0  | 0  | 1  | 1  |
| 8. | Румунија        | 0  | 0  | 1  | 1  |
| 8. | Шведска         | 0  | 0  | 1  | 1  |
|    | Укупно {11}     | 10 | 10 | 10 | 30 |

|    | Атлетичар        | Земља           |   |   |   |   |
| -- | ---------------- | --------------- | - | - | - | - |
| 1. | Иштван Мајор     | Мађарска        | 3 | 1 | 0 | 4 |
| 2. | Владимир Јашенко | Совјетски Савез | 2 | 0 | 0 | 2 |
| 3. | Кестутис Шапка   | Совјетски Савез | 1 | 1 | 0 | 2 |
| 4. | Владимир Мали    | Чехословачка    | 1 | 0 | 1 | 2 |
| 5. | Ролф Бајлшмит    | Источна Немачка | 0 | 2 | 0 | 2 |
| 6. | Ендре Келемен    | Мађарска        | 0 | 1 | 1 | 2 |
| 7. | Јири Тармак      | Совјетски Савез | 0 | 1 | 1 | 2 |